# František Junek
František Junek (Karlín, Imperio austrohúngaro, 17 de enero de 1907-Praga, 19 de marzo de 1970) fue un futbolista checoslovaco que jugaba como delantero.

## Selección nacional
Fue internacional con la selección de fútbol de Checoslovaquia en 32 ocasiones y convirtió 7 goles. Formó parte de la selección subcampeona de la Copa del Mundo de 1934.

### Participaciones en Copas del Mundo
| Mundial                        | Sede   | Resultado  | Partidos | Goles |
| ------------------------------ | ------ | ---------- | -------- | ----- |
| Copa Mundial de Fútbol de 1934 | Italia | Subcampeón | 4        | 0     |

## Clubes
| Club          | País           | Año       |
| ------------- | -------------- | --------- |
| Čechie Karlín | Checoslovaquia | 1925-1928 |
| Slavia Praga  | Checoslovaquia | 1928-1935 |
| SK Kladno     | Checoslovaquia | 1935-1938 |

## Palmarés

### Campeonatos nacionales
| Título           | Club         | País           | Año  |
| ---------------- | ------------ | -------------- | ---- |
| Primera División | Slavia Praga | Checoslovaquia | 1929 |
| Primera División | Slavia Praga | Checoslovaquia | 1930 |
| Primera División | Slavia Praga | Checoslovaquia | 1931 |
| Primera División | Slavia Praga | Checoslovaquia | 1933 |
| Primera División | Slavia Praga | Checoslovaquia | 1934 |
| Primera División | Slavia Praga | Checoslovaquia | 1935 |